# Discografia di Cliff Richard
La discografia di Cliff Richard comprende 49 album in studio, 201 singoli, 7 colonne sonore, 11 album dal vivo, 47 EP e 60 raccolte (47 compilation, 12 box set e 1 album remix).
Si stima che le vendite mondiali di Cliff Richard superino le 260 milioni di copie, il che lo rende uno degli artisti di maggior successo di tutti i tempi. Richard, assieme alla sua band di supporto The Shadows, fu particolarmente popolare nel Regno Unito, ma ebbe successo anche negli Stati Uniti e in gran parte d'Europa.

## Album in studio

### Nel Regno Unito
- 1959 - Cliff Sings
- 1960 - Me and My Shadows
- 1961 - Listen to Cliff!
- 1961 - 21 Today
- 1962 - 32 Minutes and 17 Seconds with Cliff Richard
- 1963 - When in Spain
- 1965 - Cliff Richard
- 1965 - When in Rome
- 1965 - Love Is Forever
- 1966 - Kinda Latin
- 1967 - Don't Stop Me Now!
- 1967 - Good News
- 1968 - Established 1958
- 1969 - Sincerely
- 1970 - About That Man
- 1970 - Tracks 'n Grooves
- 1974 - The 31st of February Street
- 1976 - I'm Nearly Famous
- 1977 - Every Face Tells a Story
- 1978 - Small Corners
- 1978 - Green Light
- 1979 - Rock 'n' Roll Juvenile
- 1979 - I'm No Hero
- 1981 - Wired for Sound
- 1982 - Now You See Me, Now You Don't
- 1983 - Silver
- 1984 - The Rock Connection
- 1987 - Always Guaranteed
- 1989 - Stronger
- 1991 - Together with Cliff Richard
- 1993 - The Album
- 1995 - Songs from Heathcliff
- 1998 - Real as I Wanna Be
- 2001 - Wanted
- 2003 - Cliff at Christmas
- 2004 - Something's Goin' On
- 2006 - Two's Company: The Duets
- 2007 - Love... The Album
- 2009 - Reunited – Cliff Richard and the Shadows
- 2010 - Bold as Brass
- 2011 - Soulicious
- 2013 - The Fabulous Rock 'n' Roll Songbook
- 2016 - Just... Fabulous Rock 'n' Roll
- 2018 - Rise Up
- 2020 - Music... The Air That I Breathe
- 2022 - Christmas with Cliff
- 2023 - Cliff with Strings – My Kinda Life

### In Germania
- 1969 - Hier ist Cliff
- 1971 - Ich träume deine Träume

## Album dal vivo
- 1959 - Cliff
- 1968 - Cliff in Japan
- 1970 - Cliff: Live at the Talk of the Town
- 1973 - Cliff Live in Japan '72
- 1974 - Help It Along
- 1975 - Japan Tour '74
- 1979 - Thank You Very Much
- 1983 - Dressed for the Occasion
- 1990 - From a Distance: The Event
- 2002 - Live at the ABC Kingston 1962
- 2004 - Cliff Richard — The World Tour

## Colonne sonore
- 1961 - The Young Ones
- 1963 - Summer Holiday
- 1964 - Wonderful Life
- 1966 - Finders Keepers
- 1968 - Two a Penny
- 1970 - His Land
- 1973 - Take Me High

## Extended Play
- 1959 - Serious Charge
- 1959 - Cliff (No.1)
- 1959 - Cliff (No.2)
- 1960 - Expresso Bongo
- 1960 - Cliff Sings (No.1)
- 1960 - Cliff Sings (No.2)
- 1960 - Cliff Sings (No.3)
- 1960 - Cliff Sings (No.4)
- 1960 - Cliff's Silver Discs
- 1961 - Me & My Shadows (No.1)
- 1961 - Me & My Shadows (No.2)
- 1961 - Me & My Shadows (No.3)
- 1961 - Listen to Cliff (No.1)
- 1961 - Dream
- 1961 - Listen to Cliff (No.2)
- 1962 - Cliff's Hit Parade
- 1962 - Cliff Richard (No.1)
- 1962 - Hits from the Young Ones
- 1962 - Cliff Richard (No.2)
- 1962 - Cliff's Hits
- 1963 - Time for Cliff & the Shadows
- 1963 - Holiday Carnival
- 1963 - Hits from Summer Holiday
- 1963 - More Hits from Summer Holiday
- 1963 - Cliff's Lucky Lips
- 1963 - Love Songs
- 1964 - When in France
- 1964 - Cliff Sings Don't Talk to Him
- 1964 - Cliff's Palladium Successes
- 1964 - Wonderful Life (No.1)
- 1964 - A Forever Kind of Love
- 1964 - Wonderful Life (No.2)
- 1964 - Hits from Wonderful Life (No.3)
- 1965 - Why Don't They Understand?
- 1965 - Cliff's Hits from Aladdin and His Wonderful Lamp
- 1965 - Look in My Eyes Maria
- 1965 - Angel
- 1965 - Take Four
- 1966 - Wind Me Up
- 1966 - Hits from When in Rome
- 1966 - Love Is Forever
- 1966 - Thunderbirds Are Go!
- 1966 - La La La La La
- 1967 - Cinderella
- 1967 - Carol Singers
- 1968 - Congratulations – Cliff Sings 6 Songs for Europe
- 1968 - Christmas EP